# Asura isabelina
Asura isabelina är en fjärilsart som beskrevs av Rothschild 1913. Asura isabelina ingår i släktet Asura och familjen björnspinnare. Inga underarter finns listade i Catalogue of Life.